# Férel
Férel (bret. Ferel) to miejscowość i gmina we Francji, w regionie Bretania, w departamencie Morbihan.
Według danych na rok 1990 gminę zamieszkiwało 2027 osób, a gęstość zaludnienia wynosiła 70 osób/km² (wśród 1269 gmin Bretanii Férel plasuje się na 310. miejscu pod względem liczby ludności, natomiast pod względem powierzchni na miejscu 297.).